# Гандарамахи
Гандарамахи (дарг. Гьандарамахьи) — село в Акушинском районе Дагестана. Входит в состав сельского поселения «Сельсовет „Акушинский“».

## Географическое положение
Расположено в 2 км к юго-западу от районного центра села Акуша.

## Население
| 1926 | 1939 | 1970 | 1989 | 2002 | 2010 | 2021 |
| ---- | ---- | ---- | ---- | ---- | ---- | ---- |
| 78   | ↘66  | ↗73  | ↗89  | ↗181 | ↗187 | ↘186 |